# José Antonio Calvo Téllez
José Antonio Calvo Téllez es un historietista e ilustrador español, nacido en 1963. Se dedicó al género erótico en los años 90, con el seudónimo de Mónica.

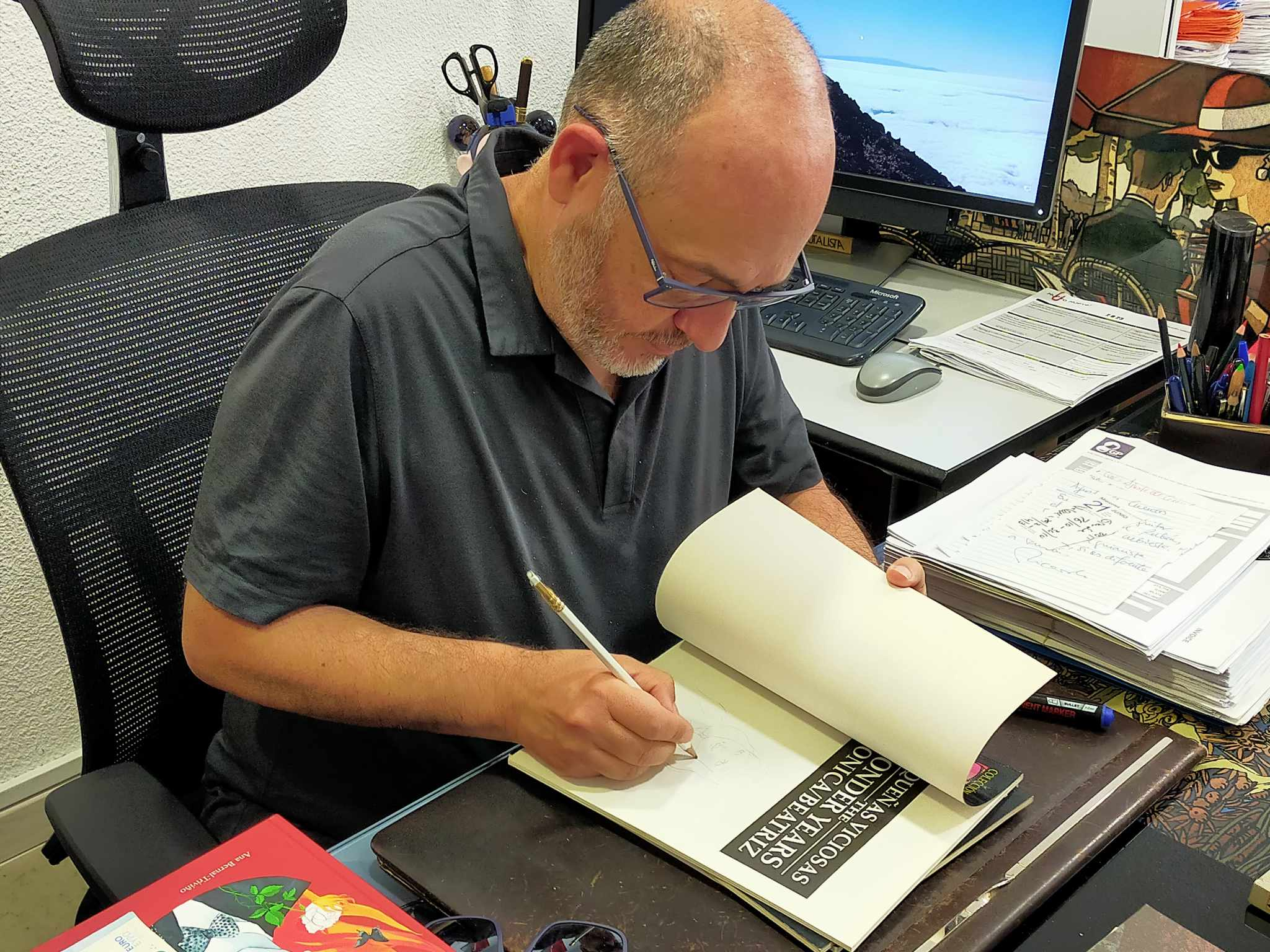
José Antonio Calvo firmando ejemplares de su obra en la librería de la editorial Nuevo Nueve

## Biografía
José Antonio Calvo Téllez, nació en Madrid en el año 1963.
Cursó Kindergarten y la Enseñanza General Básica (EGB) en el desaparecido Loyola Deutsche Privatschule de Madrid.
Estudió COU en el histórico Instituto San Isidro de Madrid, donde conoció e hizo amistad con el popular cineasta Santiago Segura y con el docente y escritor Juan José Jurado Soto, con los que ha realizado diversas colaboraciones profesionales.
Su faceta creativa le viene de herencia: su abuelo (Mariano Calvo del Río) y su padre (José Antonio Calvo Sánchez), fueron miembros y trabajadores de la Sociedad General de Autores (SGAE); ambos compusieron multitud de canciones como letristas y músicos. Así, Mariano es el autor de uno de los himnos oficiales del Atlético Aviación (Atlético de Madrid) y José Antonio (Tonio Monti) es el compositor de diversas obras, como "No somos nadie, la vida es una inquietud", canción que interpretaba el grupo Los Águilas Reales.
De la colaboración entre José Antonio Calvo y Santiago Segura nacieron destacados trabajos. En sus inicios, la obra conjunta nacida en las aulas del IES San Isidro fue recopilada en su fanzine (Dogdai), con el que ganaron en el año 1983 el concurso de fanzines convocado por Toutain Editor en la revista 1984.
Tras participar y quedar finalista en los sucesivos concursos de cómic para autores nóveles convocados en las revistas de Toutain Editor, en 1985 José Antonio Calvo ganó la segunda edición del premio convocado por la revista Creepy, con la historieta titulada "No te reprimas, Ronnie".
En la década de los 80 del siglo pasado, trabajó para las revistas Micromanía y MicroHobby, dedicadas al mundo de la informática y del videojuego, así como para Gigantes del Basket (sobre baloncesto); todas ellas publicadas por la editorial Hobby Press. En ellas plasmó su arte con el aerógrafo realizando ilustraciones, en lo que se podría considerar como su primer trabajo como profesional.
Posteriormente, para la revista de información general Panorama (Grupo Zeta), realizó numerosa y variada obra gráfica: ilustraciones, mapas, infografía, gráficos...

Dibujó, bajo el seudónimo de "Mónica" y asociado con Santiago Segura ("Bea"), que le escribía los guiones, varias series pornográficas publicadas en las revistas El Víbora (Pequeñas Viciosas, Viciousland, Pequeñas Viciosas The wonder Years, Manual de las pequeñas viciosas, Más pequeñas y más viciosas) y la serie de cabecera en El Barragán. Bajo el seudónimo "Achilipú Enterprises" publicaron un puñado de historietas en la revista Makoki. En aquella época alternó su actividad como dibujante de cómics con una intensa colaboración como ilustrador y diseñador gráfico en Greenpace España.

17 Salón do Cómic e Ilustración de Cangas

Ya en solitario, realizó Luz&Fer, también para El Víbora. Dibujó también varias portadas para la revista "Kiss Comix".
Adaptó al cómic las películas de Santiago Segura: "Torrente, el brazo tonto de la Ley" y Torrente 3, el protector. 
Del 2001al 2003 dibujó para la revista El Jueves la serie ¡Toma Candela!, con guiones de Jvlivs, firmando como "Mónica y Eva".
En verano de 2011 ilustra para a revista Interviú (Grupo Zeta) una serie de relatos cortos escritos por Mar Montoro con el título "Ruta 69".
En 2012 ilustra una serie de historietas integradas en el libro Un bebé, de Rafael Fernández "Ezcritor" (Micabeza Editorial), con guiones del propio escritor.
Desde 2003 colabora en la organización del Salón del Cómic de Cangas, el cual le entregó en 2008 la insignia de plata del certamen.
Su faceta profesional en el presente siglo XXI se ha conducido principalmente por trabajos relacionados con el diseño gráfico: la maquetación de libros y de revistas (Amnistía Internacional, entre otras), dibujos, creación de logotipos, infografías, etc. Como "Mónica" sigue dibujando ilustraciones originales bajo demanda. 

## Obra
Todos los públicos
- 1984 La heroína no cae del cielo, con guion de Bruno, Jesús, José (Ítaca Cómic Group, J.C.E.)
- 1990 Tras la pista de Grini, con guion de José María Méndez en serie del semanal "Gente Pequeña" (Diario 16)
- 2002 Roger y la Caracola, de Ana Aranda, colaboración con Jvlivs en las ilustraciones (Ediciones Palabra)
- 2002 David y el monstruo pierden un tesoro, de José María Plaza, colaboración con Jvlivs en las ilustraciones (El Barco de Vapor, SM)
- 2004 Mi primer Quijote, de José María Plaza, colaboración con Jvlivs en las ilustraciones (Espasa Calpe)
- 2006 ¡Tierra a la vista! La historia de Cristobal Colón, de José María Plaza, colaboración con Jvlivs en las ilustraciones (Espasa Calpe)
- 2008 Pequeña Historia de España, de Manuel Fernández Álvarez, colaboración con Jvlivs en las ilustraciones (Espasa Calpe)
- 2010 Pequeña Historia de la Música, de Fernando Argenta, colaboración con Jvlivs en las ilustraciones (Espasa Calpe)
- 2013 Pequeña Historia del Mundo, de Fernando García, colaboración con Jvlivs en las ilustraciones (Espasa Calpe)
- 2013 Pequeña Historia de los Exploradores, de Fernando García, colaboración con Jvlivs en las ilustraciones (Espasa Calpe)
- 2024 Cuentos de Medioambiente y Reciclado, un libro de Juan José Jurado Soto (Mestas Ediciones)

Público adulto
- 1990 Pequeñas Viciosas, con guion de Santiago Segura en "El Víbora" (Ediciones La Cúpula)
- 1991 Pequeñas Viciosas, The Wonder Years, con guion de Santiago Segura en "El Víbora" (Ediciones La Cúpula)
- 1992 Viciousland, con guion de Santiago Segura en "El Víbora" (Ediciones La Cúpula)
- 1992 Manual de las pequeñas viciosas, con guion de Santiago Segura en "El Víbora" (Ediciones La Cúpula)
- 1993 Más pequeñas y más viciosas, con guion de Santiago Segura en "El Víbora" (Ediciones La Cúpula)
- 1993 Barragán con guion de Santiago Segura en "El Barragán" (Editorial La Jodida S.L.).
- 1996 Luz & Fer en "El Víbora" (Ediciones La Cúpula).
- 1998 Torrente, el brazo tonto de la Ley con guion de Santiago Segura en "El Víbora" (Ediciones La Cúpula)[3]
- 1998 Torrente 3, el protector (Ediciones La Cúpula)
- 2001-2003 Toma Candela (serie), con guion de Jvlivs, revista El Jueves
- 2012 Un bebé, de Rafael Fernández "Ezcritor"(Micabeza Editorial), ilustra el libro, bajo el seudónimo de "Mónica", junto a Rocío Galindo y Yeray Fuentes.